# 日本語探Qバラエティ クイズ!それマジ!?ニッポン
『日本語探Qバラエティ クイズ!それマジ!?ニッポン』（にほんごたんきゅうバラエティ クイズ それマジ ニッポン）は、フジテレビ系列で2014年2月2日から2015年8月16日まで、毎週日曜日 19:00 - 19:58（JST）に放送されていたクイズ形式の教養バラエティ番組。

## 概要
2013年10月に不適切な演出が発覚し終了となった『ほこ×たて』の後継番組であり、同番組からタカアンドトシが引き続き出演。開始前の2013年12月22日には、パイロット版『林先生の誰も教えてくれない日本語』を『日曜スペシャル』（15:50 - 17:25）枠で放送し、開始当日には日曜13:00の『日曜α』で、番組宣伝を兼ねて再放送した。
放送開始当初の番組では、日ごろの生活で日本人があまり知られていない誤った語法を使った日本語と、その正しい解釈の仕方、また地方の方言や新語・流行語にメスを入れ、タカアンドトシと林修の3人のMCが、ゲストを交えてクイズ形式で解説をする。また番組では、直前の18:30で放送中のアニメ『サザエさん』で使われた言葉の解説も行う。そして言葉の解説が行った後に解答者が「それマジ!?」と思った時は、解答席の「それマジ!?ボタン」を叩くと解答席モニターに映された番組マスコット「マジすか」の表情が変わるようになっている。
当初は、開始前に『サザエさん』の次週予告の最後にするじゃんけんが終了してすぐにスタジオ内でMCがじゃんけん出し目を出している状態が映され、その後にサザエと、カツオかワカメのどちらかがアニメキャラで登場し、番組の告知をする演出（ジャンクション）が行われていた。
2014年6月22日放送の2時間SPから番組が大幅にリニューアル。番組のタイトルから「日本語探Qバラエティ」が無くなり、単に『クイズ!それマジ!?ニッポン』となった。番組の趣向と内容が大幅に変更され、「日本のスゴい」を紹介するのが主流となり、従来の日本語に関する問題はほとんど出題されなくなった。同時に『サザエさん言葉』が廃止され、ジャンクション自体は存続されるも磯野家キャラは登場しなくなった。
8月31日から、『サザエさん』終了直後に番組タイトルが出され、30秒の内容紹介後、CMを挟んで、19:01:30からタイトルを出さずに再開するように変更された（変則フライングスタート）。
11月30日放送分から番組が再びリニューアルされ、ロケ中心の紀行番組形式に変更された。これにより、スタジオでの収録が廃止された。
2015年8月9日放送分からスタジオでの収録が復活。番組タイトルは「クイズ!それマジ!?ニッポン」のままだが、クイズが出題されなくなった。
2015年8月16日の放送を最後に、『FIVBワールドカップバレーボール2015』中継などの特番で休止が続き、同年10月4日より、日曜19:00からの3時間枠をレギュラー番組として単発枠『日曜ファミリア』を新設することが決まったため、本番組は2015年8月16日をもって打ち切られた形となった。
その後、2015年10月25日に後番組である『日曜ファミリア』枠で、本番組の出演者・スタッフを引き継ぎ、『格付けニッポン 今行くべき最新スポット 47都道府県対抗No.1決定戦』のタイトルで特別番組が放送された。2016年3月31日（木曜日）には第2弾として『FNS対抗! 格付けニッポン! 〜おいしいグルメ日本一決定戦〜』、2016年9月23日（金曜日）には第3弾として『格付けニッポン! 2016秋の最旬グルメNo.1決定戦』のタイトルで特別番組が放送された。

## ルール
2014年2月2日 - 11月23日
8組（6月1日放送分から6組、9月21日放送分からは5組に減少）のゲストがスタジオで出題されるクイズに挑戦する。1問正解につき10ポイント獲得（一部の問題は例外）。番組終了時点で最も獲得したポイントが高かったゲストがトップ賞となり、図書カード3万円分が商品として贈呈される（トップが複数いる場合でも、該当者全員が獲得）。なお、収録中に過激な悪ふざけをした場合は、クイズの成績に関わらず減点対象となる場合がある。
2014年11月30日 - 2015年6月28日
番組がリニューアルされ、ロケ中心となった。その放送分のロケ地に関するクイズを林修が出題し、タカとトシに加え、ゲスト数人が回答者として挑戦する。1問正解につき1ポイント獲得（一部の問題は例外）。番組終了時点で最も獲得したポイントが高かった人がトップ賞となり、ロケ地の名産品などが商品として贈呈される。
2015年8月9日・8月16日
スタジオでの収録が復活。ただし、先述通りこれまで行われていたクイズは廃止され、出題されなくなった。ロケでは林に代わって、ロケ地にゆかりがある芸能人が講師を務める。スタジオでは主に林の解説が行われる。

## 出演者

### MC
- タカアンドトシ（タカ・トシ）

### 日本語マスター
- 林修（東進ハイスクール）
  - パイロット版では彼の冠番組で、単独でMCを担当。
  - 番組がリニューアルされて日本語があまり取り扱われなくなった後も、引き続き最終回まで出演した。

### 進行
- 加藤綾子（フジテレビアナウンサー、2014年2月2日 - 10月）
- 永島優美（フジテレビアナウンサー、加藤の代役）
- 内田嶺衣奈（フジテレビアナウンサー、2014年11月 - 2015年8月16日）

### VTR出演
- 番組開始から2014年3月まで放送された、コーナードラマ出演者。
  - 宮川一朗太
  - 久保純子
  - 石井萌々果
- コーナー『それマジ!絶景写真部』出演。
  - どぶろっく（森 慎太郎・江口 直人）

### キャラクター
- マジすか（桜の花びらをイメージした番組マスコットキャラクター。「桜の妖精」という設定）
  - スタジオでは着ぐるみで登場。衣装は番組開始から8月3日放送分までは袴だったが、8月10日放送分以降は洋服に変更された。
  - 番組がロケ中心にリニューアルされてからは、出番が少なくなった。

- 『サザエさん』からの登場キャラ（2014年2月2日 - 6月15日）※CG合成により、アニメーションで登場。
  - フグ田サザエ（声 - 加藤みどり）
  - 磯野カツオ（声 - 冨永みーな）
  - 磯野ワカメ（声 - 津村まこと）

## 番組テーマ曲
- 『ニッポンにはそれマジ!?がいっぱい』（タカアンドトシ&内田嶺衣奈 with それマジ!?キッズ）
  - 番組開始1年を突破した2015年4月に、タカが「番組のテーマ曲を作りたい」と発言した事から作られた。
  - 楽曲はフォークソング調。番組で挿入曲として何度か使用されたが、CD化などはされていない。
  - 林は「自分は歌が下手だから」という理由で、歌唱への参加は辞退している。

## 主なスタッフ

### レギュラー版
- ナレーター：服部潤、鈴木麻里子
- 企画：情野誠人
- 構成：森一盛
  - 共同テレビ制作側：川野将一、ゴウヒデキ、野地努
  - エスエスシステム制作側：川島浩司、中倉けんじ
  - トスプランニング制作側：川原慶太郎、デーブ八坂
  - ネクステップ制作側：キンダイチ
- TM：中市友
- TD／SW：菊池謙
- CAM：伴野匡
- VE：岡部菜穂子
- AUD：村脇昭一
- 照明：八木原伸治
- 美術プロデューサー：木村文洋
- デザイン：別所晃吉
- 美術進行：横山勇
- 大道具：卜部徹夫
- アクリル装飾：松本健
- 電飾システム：福田隆正
- 装飾：武田正邦
- マルチ：伊藤拓也
- メイク：山田かつら、平本由起子、エムドルフィン
- リサーチ：亀田貴誠、Bリサーチ、ブレイド、スコープ、穂坂友宏
- ロケ技術：共同テレビ映像取材部、ハートビーツ、琉球トラスト、パワービジョン、fmt、スウィッシュ・ジャパン
- CG：パークグラフィックス
- ロゴ：安居院一展
- オフライン：根本瞳（根本→共テレ制作側のみ担当）
- 編集：橋上憲二、小川義房、前田孝介、上本学、中原勇
- MA：神山幸久、細川健太郎
- 音響効果：川口匡暁（CUEVO）
- TK：本田悦子
- 協力：千葉洋行、無限 ほか
- 広報：鈴木はるか
- 日本語監修：町田健（名古屋大学教授）
- キャスティングプロデューサー：小林靖子（以前はプロデューサー）
- AP：尾台優美（尾台→エスエスシステム制作側）、吉田早絵（吉田→ネクステップ制作側）
- AD：
  - 共同テレビ制作側：藤井雄真、澤田和平、安田知弘
  - ネクステップ制作側：碇真人、佐藤絵理、鈴木徳子、大粒来ひかる
- 制作進行：小池郁乃（小池→エスエスシステム制作側）
  - 共同テレビ制作側：高橋健人
  - エスエスシステム制作側：間田和也、高橋大樹、伊藤友紀、大石佳奈
  - トスプランニング制作側：長谷川大樹、中越真美恵、金森早希、今村拓実
  - ネクステップ制作側：藤本恵里奈、土橋和子、鈴木大智、高木志歩
- FD：吉村慶介（共テレ以外は制作側のみFD担当）
- ディレクター
  - 共同テレビ制作側：山本泰輔、舟木隆浩、大塚隆史、柳川新吾
  - エスエスシステム制作側：田上晃一、本間和美、坂本篤、東村文弥
  - トスプランニング制作側：矢合清、大錦玄孝、福田誠也、轟千恵子、牧田亜矢子
  - ネクステップ制作側：久野和洋、亀山剛志、吉野真一朗
- 演出：吉行俊介、伊藤渉、鈴木優、加地克也、吉村慶介
- 総合演出：川本良樹
- プロデューサー：竹内康人/後藤朋子、秋葉英行、勝田久美子（勝田→以前はAP）、小泉頼夫、大島美貴（大島→以前は制作進行）
- 制作協力：共同テレビジョン、エスエスシステム、トスプランニング、ネクステップ
- 制作著作：フジテレビ

#### 過去のスタッフ（レギュラー版）
- 構成：小幡真弘（共同テレビ制作側）
- AP：寺元由喜（ネクステップ制作側）
- ディレクター：
  - 共同テレビ制作側：佃敏史、木曽守、長山孝太郎、溝田和史
- 演出：池田成男

### パイロット版
- ナレーション：牧原俊幸・川野良子（フジテレビアナウンサー）
- 声の出演：櫻井トオル、中村知子
- 編成企画：情野誠人（フジテレビ）
- 構成：川島浩司、川原慶太郎、デーブ八坂、中倉けんじ
- TP：橋本茂司
- 編集：針谷大吾
- MA：山田謙一
- 監修：町田健
- 広報：加藤麻衣子（フジテレビ）
- AP：高橋織江
- 演出：池田成男
- プロデューサー：加地克也、安原マリック勇人、吉村岳朗
- チーフプロデューサー：大和田宇一
- 制作協力：SSSystem、TOSS PLANNING
- 制作著作：ワタナベエンターテインメント
- 制作：フジテレビ

## ネット局と放送時間
| 放送対象地域  | 放送局                    | 系列                                         | 放送時間           | 遅れ       |
| ------------- | ------------------------- | -------------------------------------------- | ------------------ | ---------- |
| 関東広域圏    | フジテレビ（CX）          | フジテレビ系列                               | 日曜 19:00 - 19:58 | 制作局     |
| 北海道        | 北海道文化放送（uhb）     | フジテレビ系列                               | 日曜 19:00 - 19:58 | 同時ネット |
| 岩手県        | 岩手めんこいテレビ（mit） | フジテレビ系列                               | 日曜 19:00 - 19:58 | 同時ネット |
| 宮城県        | 仙台放送（OX）            | フジテレビ系列                               | 日曜 19:00 - 19:58 | 同時ネット |
| 秋田県        | 秋田テレビ（AKT）         | フジテレビ系列                               | 日曜 19:00 - 19:58 | 同時ネット |
| 山形県        | さくらんぼテレビ（SAY）   | フジテレビ系列                               | 日曜 19:00 - 19:58 | 同時ネット |
| 福島県        | 福島テレビ（FTV）         | フジテレビ系列                               | 日曜 19:00 - 19:58 | 同時ネット |
| 新潟県        | 新潟総合テレビ（NST）     | フジテレビ系列                               | 日曜 19:00 - 19:58 | 同時ネット |
| 長野県        | 長野放送（NBS）           | フジテレビ系列                               | 日曜 19:00 - 19:58 | 同時ネット |
| 静岡県        | テレビ静岡（SUT）         | フジテレビ系列                               | 日曜 19:00 - 19:58 | 同時ネット |
| 富山県        | 富山テレビ（BBT）         | フジテレビ系列                               | 日曜 19:00 - 19:58 | 同時ネット |
| 石川県        | 石川テレビ（ITC）         | フジテレビ系列                               | 日曜 19:00 - 19:58 | 同時ネット |
| 福井県        | 福井テレビ（FTB）         | フジテレビ系列                               | 日曜 19:00 - 19:58 | 同時ネット |
| 中京広域圏    | 東海テレビ（THK）         | フジテレビ系列                               | 日曜 19:00 - 19:58 | 同時ネット |
| 近畿広域圏    | 関西テレビ（KTV）         | フジテレビ系列                               | 日曜 19:00 - 19:58 | 同時ネット |
| 鳥取県 島根県 | 山陰中央テレビ（TSK）     | フジテレビ系列                               | 日曜 19:00 - 19:58 | 同時ネット |
| 岡山県 香川県 | 岡山放送（OHK）           | フジテレビ系列                               | 日曜 19:00 - 19:58 | 同時ネット |
| 広島県        | テレビ新広島（tss）       | フジテレビ系列                               | 日曜 19:00 - 19:58 | 同時ネット |
| 愛媛県        | テレビ愛媛（EBC）         | フジテレビ系列                               | 日曜 19:00 - 19:58 | 同時ネット |
| 高知県        | 高知さんさんテレビ（KSS） | フジテレビ系列                               | 日曜 19:00 - 19:58 | 同時ネット |
| 福岡県        | テレビ西日本（TNC）       | フジテレビ系列                               | 日曜 19:00 - 19:58 | 同時ネット |
| 佐賀県        | サガテレビ（STS）         | フジテレビ系列                               | 日曜 19:00 - 19:58 | 同時ネット |
| 長崎県        | テレビ長崎（KTN）         | フジテレビ系列                               | 日曜 19:00 - 19:58 | 同時ネット |
| 熊本県        | テレビくまもと（TKU）     | フジテレビ系列                               | 日曜 19:00 - 19:58 | 同時ネット |
| 鹿児島県      | 鹿児島テレビ（KTS）       | フジテレビ系列                               | 日曜 19:00 - 19:58 | 同時ネット |
| 沖縄県        | 沖縄テレビ（OTV）         | フジテレビ系列                               | 日曜 19:00 - 19:58 | 同時ネット |
| 青森県        | 青森テレビ（ATV）         | TBS系列                                      | 日曜 13:00 - 14:00 | 遅れネット |
| 宮崎県        | テレビ宮崎（UMK）         | フジテレビ系列 日本テレビ系列 テレビ朝日系列 | 土曜 10:30 - 11:30 | 遅れネット |
| 大分県        | テレビ大分（TOS）         | 日本テレビ系列 フジテレビ系列                | 火曜 14:56 - 15:53 | 遅れネット |